# Colares (DOC)
Pour les articles homonymes, voir Colares.
Le colares est une appellation d'origine (DOC) portugaise dont le vignoble est situé dans le terroir viticole de Colares et s'étend sur une partie du concelho de Sintra, dans la zone située entre la Serra de Sintra (pt) et l'Océan Atlantique.

## Types de vin
Les vins de cette appellation peuvent être blanc ou rouge.

## Climatologie
Situées à proximité de la mer, les vignes sont soumises à de forts vents marins. Elles sont protégées par des clôtures de roseaux, ce qui donne un aspect unique à ce terroir.

## Encépagement
Deux cépages seulement sont utilisés, le Ramisco pour les rouges, la Malvasia pour les blancs.